# D'Artagnan et les Trois Mousquetaires (mini-série)
Pour les articles homonymes, voir D'Artagnan (homonymie) et Les Trois Mousquetaires (homonymie).
D’Artagnan et les Trois Mousquetaires est une minisérie en coproduction entre la France, le Royaume-Uni, la République tchèque et le Canada réalisée par Pierre Aknine, adaptée du roman Les Trois Mousquetaires d'Alexandre Dumas, et diffusée en deux parties à partir du 14 février 2005 sur TF1.
Au Québec, elle a été diffusée en quatre parties de 52 minutes du 7 au 28 février 2009 sur ARTV.

## Fiche technique
- Réalisation : Pierre Aknine
- Scénario : Pierre Aknine et Gérard Walraevens, d'après le roman d'Alexandre Dumas
- Photographie : Allen Smith
- Combats et Cascades: Michel Carliez
- Musique : Matt Dunkley
- Décors : Michèle Abbe
- Costumes : Pierre-Jean Larroque

## Distribution
- Vincent Elbaz : D'Artagnan
- Emmanuelle Béart : Milady de Winter
- Tchéky Karyo : Richelieu
- Heino Ferch (VF : Patrick Poivey) : Athos
- Grégory Gadebois : Porthos
- Grégori Derangère : Aramis
- Stefania Rocca : Anne d'Autriche
- Tristán Ulloa : Louis XIII
- Diana Amft (VF : Ingrid Donnadieu) : Constance Bonacieux
- Gilles Renaud : M. de Tréville
- Matthew Chambers (en) : Duc de Buckingham
- Jacques Spiesser : M. Bonacieux
- Rémy Girard le père Cortès
- Stéphane Boucher : Morgan
- Julia Thurnau (de) : Madame de Guémenée
- Robert Styles : L'officier de Buckingham
- Patrick Steltzer : le père de d'Artagnan
- Emeric George : D'Artagnan à 15 ans

## Tournage
À Montréal, les scènes ont été tournées dans les Studio Mels en septembre 2004.